# Serafin Mishiev
Serafin Gilles Mishiev (* 2006) ist ein deutsch-schweizerischer Schauspieler und Synchronsprecher.

## Leben und Karriere
Serafin Mishiev wurde 2015 Mitglied des Jungen Ensembles im Friedrichstadt-Palast in seiner Heimatstadt Berlin. Im selben Jahr trat er der Kindertanzcompany Sasha Walz Guests bei, der er bis 2018 angehören sollte. Im Jahr 2017 fiel er Kritikern als junger Rotschopf in Robert Wilsons Text-Musik-Collage Luther dancing with the gods auf, der ersten szenische Aufführung im Pierre-Boulez-Saal, Berlins damaligem neuen Kammermusiksaal.
Sein Filmdebüt gab Mishiev  mit der kleinen Rolle des Daniel in Philipp Kadelbachs Tragikomödie So viel Zeit (2018). Einen größeren Part erlangte er ein Jahr später in Ina Weisses preisgekröntem Musikdrama Das Vorspiel (2019). Dort war er als Sohn von Hauptdarstellerin Nina Hoss zu sehen, Jonas, der mit der schwindenden Aufmerksamkeit seiner Mutter nicht zurechtkommt. Nach Arbeiten als Synchronsprecher für Hauptrollen in den Kinofilmen Die Adern der Welt und Jim Knopf und die Wilde 13 (beide 2020) sowie der Fernsehserie Eden (2019) gehörte er als Philipp Lamprecht dem Schauspielensemble der Serie Nackt über Berlin (2023) an.
Im Jahr 2024 folgte die männliche Hauptrolle neben Flora Li Thiemann in Frauke Lodders’ Kinofilm Gotteskinder. Das Drama erzählt von zwei jugendlichen Geschwistern, die in einer streng evangelikalen Familie aufwachsen. Mishiev übernahm den Part des Timotheus, der gegen seine Homosexualität anzukämpfen versucht. Das Werk feierte beim Spielfilm-Wettbewerb des Filmfestivals Max Ophüls Preis Premiere und wurde dort mit dem Preis der Jugendjury ausgezeichnet. Über seinen Film sagt der Schauspieler: "Wenn es etwas hinterlässt, Fragen aufwirft oder einen berührt, macht mich das glücklich. Am meisten wünsche ich mir, dass der Film jenen Kraft gibt, die in ihrem Leben damit noch zu kämpfen haben, und sich dann frei fühlen können."
Serafin Mishiev lebt in Berlin.

## Filmografie

### Filme
- 2018: So viel Zeit
- 2019: Das Vorspiel
- 2023: Nackt über Berlin (Fernsehserie)
- 2024: Gotteskinder

### Synchronsprecher
- 2019: Eden (Fernsehserie, Rolle: Amare)
- 2020: Die Adern der Welt (Rolle: Amra)
- 2020: Jim Knopf und die Wilde 13 (Rolle: Jim Knopf)

## Hörspiele (Auswahl)
- 2018/19: Robert Wilson: Tower of Babel II Zum 80. Geburtstag von Robert Wilson – Regie: Tilman Hecker, Robert Wilson (Original-Hörspiel (international) – hr/BBC/Radio France/NDR/rbb/SWR)[7]